# Pseudogastromyzon myersi
Pseudogastromyzon myersi är en fiskart som beskrevs av Herre 1932. Pseudogastromyzon myersi ingår i släktet Pseudogastromyzon och familjen grönlingsfiskar. IUCN kategoriserar arten globalt som livskraftig. Inga underarter finns listade i Catalogue of Life.